# Catedral Metropolitana de Chihuahua
La Catedral de Chihuahua es el templo sede de la Arquidiócesis de Chihuahua y es considerada como el más importante monumento religioso de estilo barroco en el norte de México. Dedicada a la Santa Cruz desde su elevación a catedral en 1891; fue construida a partir de 1725 como templo parroquial dedicado a San Francisco de Asís y Nuestra Señora de Regla.
Se localiza en el centro de la ciudad de Chihuahua, frente a la Plaza de Armas y el Palacio del Ayuntamiento de la misma.

## Historia
La primera piedra de la catedral se colocó en el año de 1725, por Benito Crespo y Monroy, Obispo de Durango; este al ver que las obras de la catedral avanzaban lentamente, decidió informar a las autoridades de comercio y minería para que, en consecuencia, lo que lleva a una contribución voluntaria a comerciantes y mercaderes.
Las obras fueron dirigidas originalmente y hasta el año de 1734 por el alarife José de la Cruz, quién fue también el encargado del diseño de los planos. Al fallecimiento de este las obras fueron continuadas por varios más, y debido a varios contratiempos, no fue terminada hasta el año de 1826, 54 años después, por Ignacio Morín y Juan Pagaza y Nicolás. Las torres fueron levantadas por Bernardo del Carpio y sus campanas izadas y colocadas en su lugar por Melchor Guaspe.

## El exterior

### La portada principal

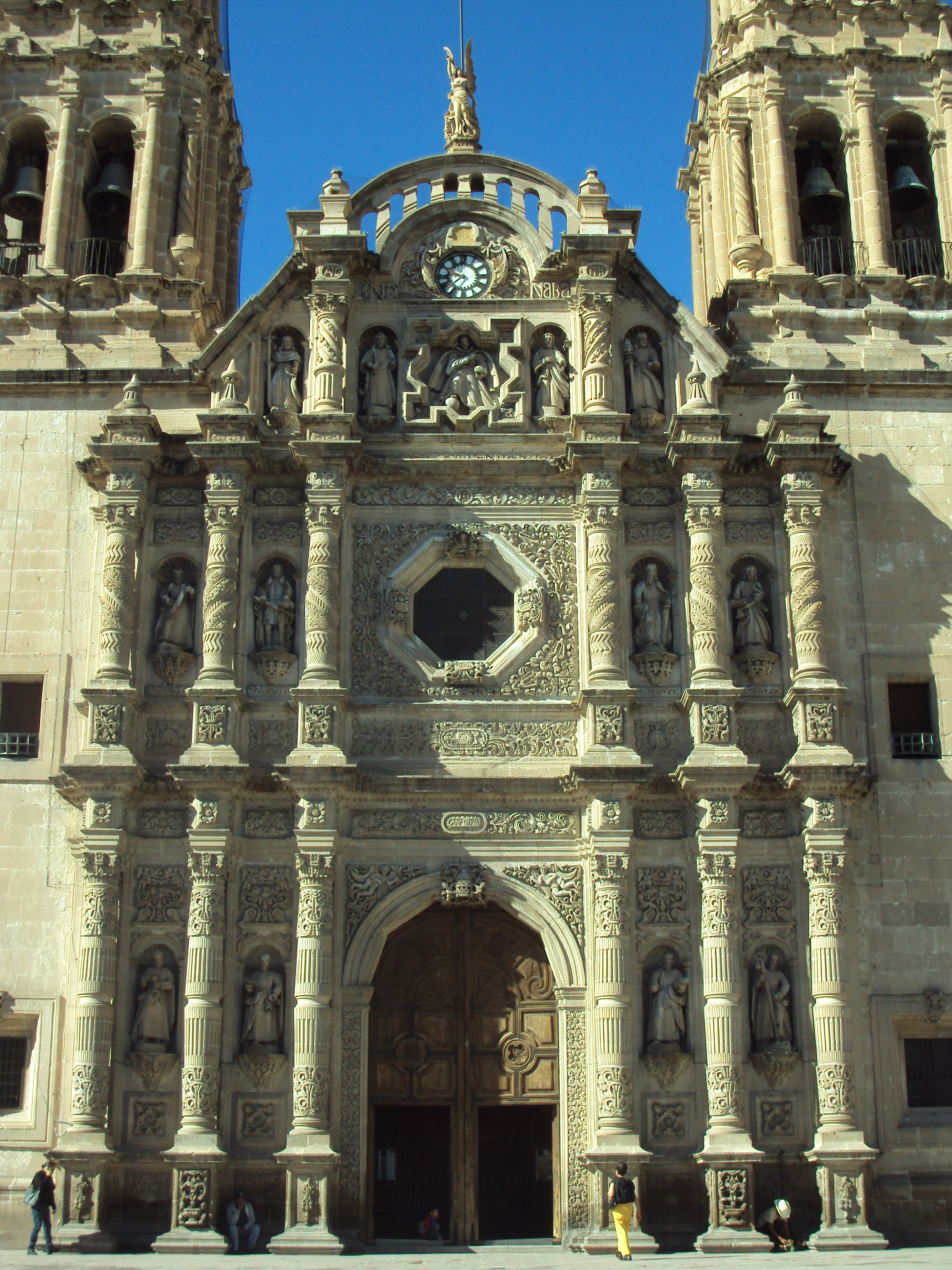
Portada principal

La portada principal de la catedral, tallada en la misma cantera ocre de todo el edificio fue realizada por el escultor Antonio de Nava, quien para ello modificó el proyecto original. Dicho proyecto proponía una amplia portada de siete calles —calle es el espacio existente entre columna y columna—, reduciéndolo a cinco, logrando con ello la esbeltez que caracteriza a toda la catedral. Aun con la reducción en el número de calles, la amplitud de la portada no tenía parangón en la Nueva España al momento de ser construida.
La portada consta de tres cuerpos superpuestos y claramente diferenciados por cornisas y sobre todo por el diseño de sus columnas, todas ellas estípites que se engrosan en el centro en relación con su basa y capitel. Los primeros dos cuerpos cuentan con seis columnas, tres a cada lado de la calle central; mientras que el tercer cuerpo solo tiene una a cada lado ya que la portada reduce su ancho a manera de remate. Entre cada columna en las dos calles laterales se encuentran nichos que albergan las estatuas de los doce apóstoles, pero excluyendo a San Matías e incluyendo a San Pablo.
Las columnas del primer cuerpo se levantan sobre recios pedestales decorados con motivos vegetales, su basa y su capitel son de orden corintio, sin embargo su fuste presenta en sus extremos superior a inferior brazaletes de follaje, mientras que al resto lo decoran canales y contra canales y un anillo hundido en su centro. Las columnas del segundo cuerpo, también sobre pedestales con follaje, presentan en el centro de su fuste guirnaldas onduladas acompañadas en los extremos superior e inferior por estrías zigzagueantes, que en conjunto y desde la posición de los observadores a nivel del suelo dan una impresión salomónica. Finalmente las columnas del tercer cuerpo presentan un pedestal estriado y el fuste salomónico, como en todas el capitel es corintio, y rematan ambas columnas medallones donde se indica la fecha de conclusión de la portada —AÑO Đ 1741— y pilastras toscanas con remates piramidales.

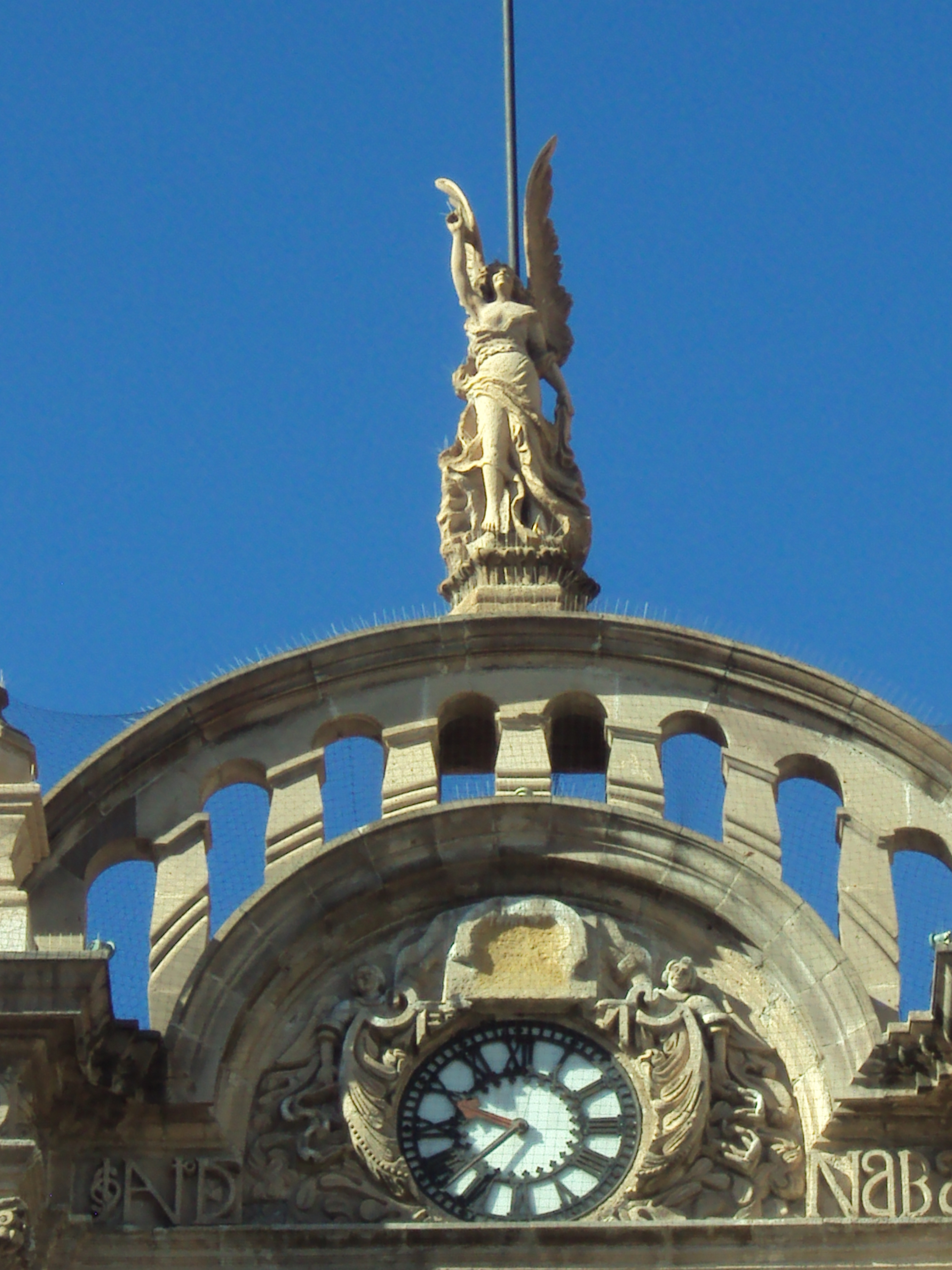
Detalle del remate

La calle central contiene en su primer cuerpo a la puerta principal, formada por un arco semioctagonal inscrito en otro de medio punto y en cuya clave se encuentran sostenidos por dos querubines que flotan entre el follaje, la tiara papal y las llaves de San Pedro; las enjutas del arco están decoradas por los motivos vegetales que encontramos en toda la catedral y entre los cuales vuelan dos ángeles. El segundo cuerpo contiene la ventana del coro, de forma octagonal y rodeada por molduras de cantera con motivos vegetales y en la parte superior la imagen de San José con el niño Jesús en sus brazos, todo ello nuevamente rodeado por la decoración vegetal.
Finalmente el tercer cuerpo tiene en su centro un nicho formado por un marco mixtilíneo que resguarda la imagen de San Francisco de Asís —titular del templo en el momento de ser construida— con el sayal franciscano y cubierto con una capa, apoya su pie derecho sobre una esfera y en la mano izquierda sostiene una calavera, en los ángulos superiores del marco están representados dos serafines; en este tercer cuerpo se encuentran a los lados de la imagen de San Francisco dos nichos, el de la izquierda contiene la imagen de San Bartolomé portando un cuchillo y a la derecha a Santiago el Menor.
Sobre este tercer cuerpo, y a modo de frontón semicircular, se encuentra un reloj cuya carátula ocupa el lugar originalmente ocupado por las armas reales de España y formando un friso a ambos lados del reloj, vemos a la izquierda la inscripción "ANT Đ" y a la derecha "NABA": la firma del autor de la portada, Antonio de Nava. Finalmente el todo es coronado por una balaustrada semicircular de pilastras cuadradas y la escultura de un ángel neoclásico, colocado en el siglo XIX.

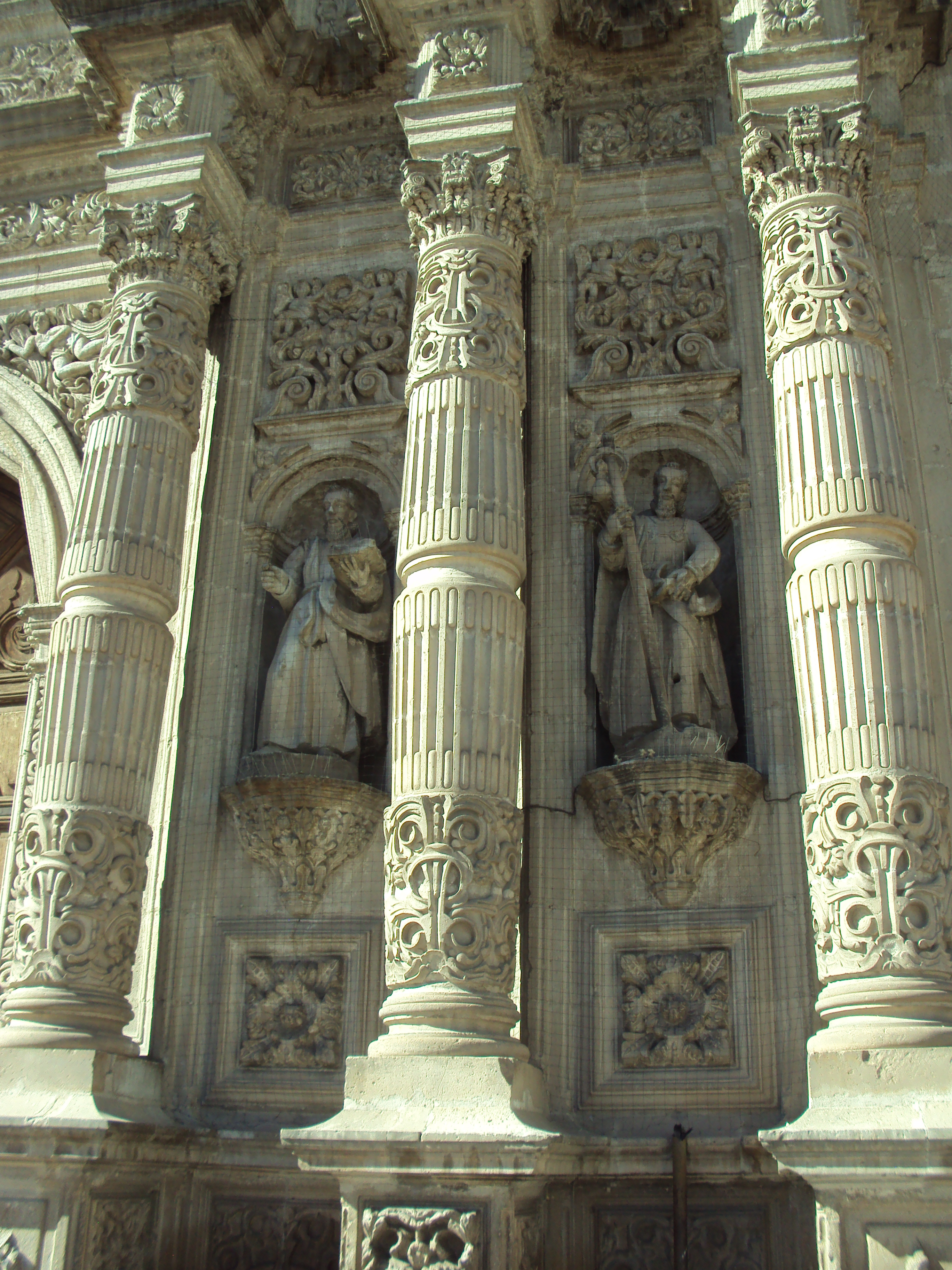
Columnas y estatuas del primer cuerpo

En la calle inmediata izquierda, en el primer cuerpo se encuentra la estatua de San Pedro portando en la mano derecha un libro y en la izquierda sus llaves, en el segundo cuerpo la imagen corresponde a San Judas Tadeo quien lleva en la mano derecha una maza y finalmente sobre él en el tercer cuerpo San Felipe teniendo como atributo una cruz. En la calle que sigue a la izquierda en el primer cuerpo el nicho es ocupado por San Juan que porta un cáliz, símbolo de la eucaristía y en el segundo cuerpo se encuentra Santo Tomás.
En la primera calle inmediata a la derecha de la puerta principal el nicho es ocupado por la imagen Simón el Zelote quien lleva un libro abierto, sobre él, San Pablo con el atributo de su espada y en el tercer cuerpo San Andrés que porta una antorcha encendida; finalmente en la calle del extremo derecho en el primer cuerpo vemos a Santiago el Mayor con su callado de peregrino y en el segundo cuerpo de San Mateo llevando en su mano derecha un hacha.
El reloj que actualmente ostenta la catedral es el segundo con el que ha contado. Fue donado por Félix Francisco Maceyra y los señores Ignacio y Epigmenio Rascón Enríquez, quienes en 1872 se trasladaron a la ciudad de Londres y compraron dicho reloj. Al respecto existe una placa de bronce extendida por la casa fabricante denominada DENT Y COMPANY, con siglos de tradición en la fabricación de relojes.

### Las portadas laterales

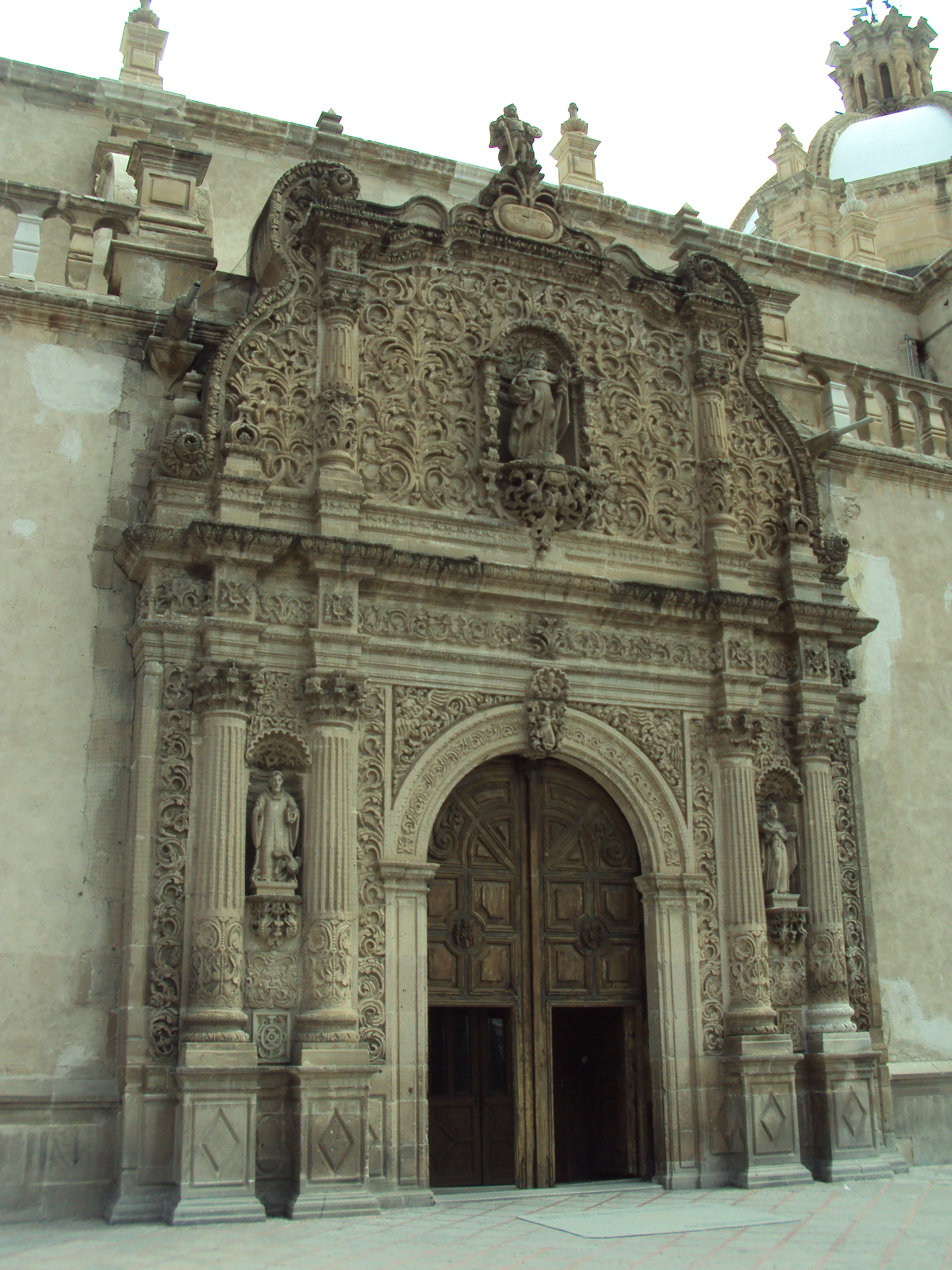
Portada norte

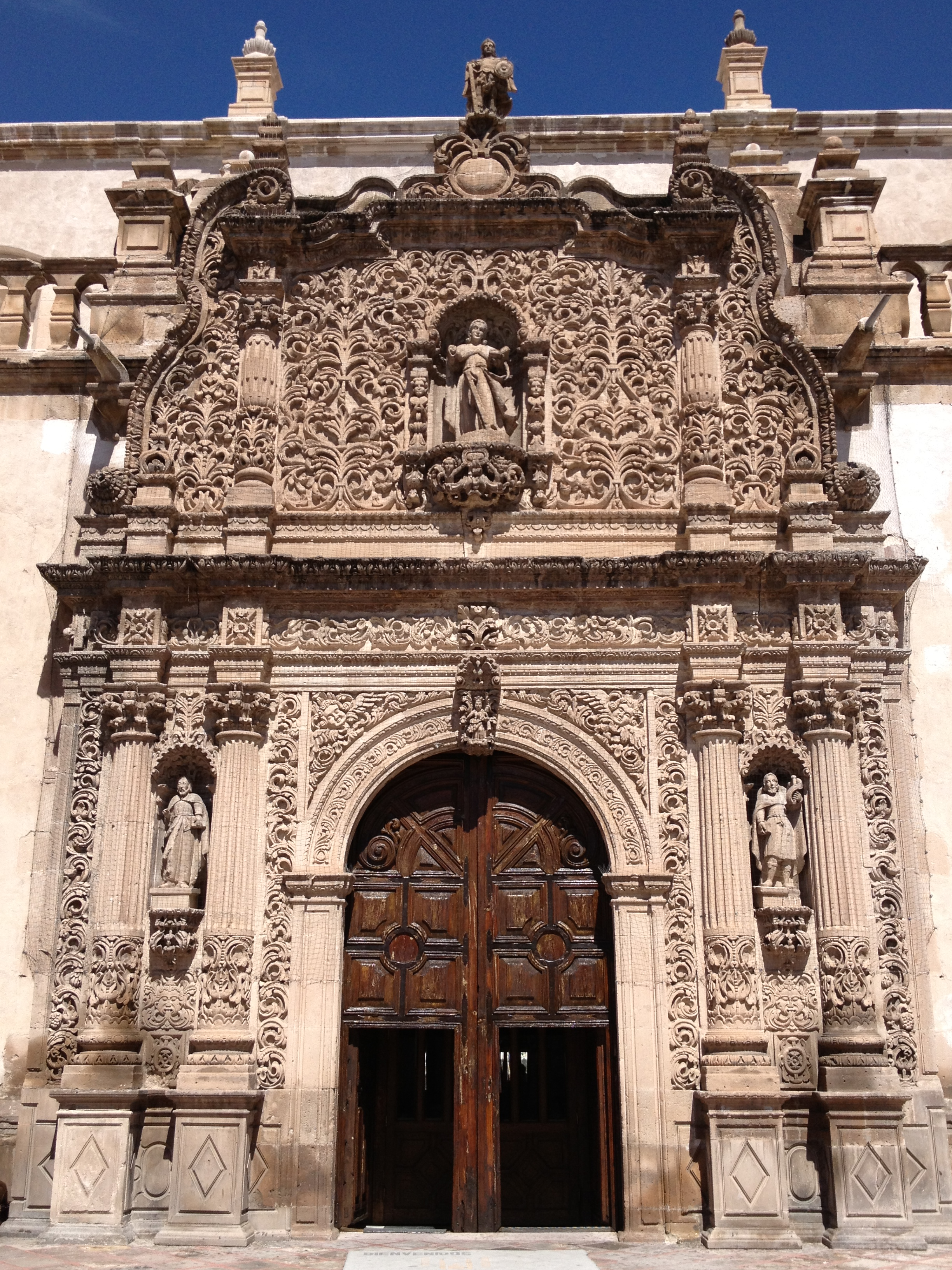
Portada sur

La catedral tiene dos portadas laterales que enmarcan las correspondientes puertas de acceso a la misma al norte y al sur, su diseño y decoración es idéntica en ambos casos, siendo diferenciadas únicamente por las estatuas de santos que las adornan.
Dichas fachadas están formadas por dos cuerpos: el primero enmarca las puertas laterales en un arco de medio punto, rodeado de jambas de cantera; a cada lado de la puerta se encuentran dos pilastras, para un total de cuatro, con grandes pedestales y cuyos fustes presentan en la parte inferior una ornamentación formada por follaje y con el resto de su cuerpo acanalado con los ángulos matados, los capiteles que las coronan son corintios. Entre cada una de las dos columnas se encuentra un nicho con su pechina en forma de venera y la peana formada por follaje; toda la superficie de la fachada entre las columnas y en las enjutas del arco de la puerta está decorada por follaje vegetal en alto relieve.
El segundo cuerpo es propiamente un copete que corona el primero y del cual se separa mediante una cornisa; las dos columnas situadas en los extremos externos del primer cuerpo continúan al segundo solo para formar sendos remates en forma piramidal, pero las dos situadas a los costados de la puerta se prolongan en dos nuevas pilastras cuyos fustes tienen la parte inferior formada por follaje de forma bulbosa y en el resto se angostan en canales y contra canales que les dan una apariencia de movimiento; como en las inferiores, sus capiteles son de orden corintio. Al centro del segundo cuerpo se encuentra un nicho con peana y pechina formada por relieves vegetales y a cada lado dos pilastras cariátides que las sostienen; todo el copete esta profusamente decorado por relieves de follaje que hacen volutas simétricas en torno a un eje central, en la parte superior izquierda y derecha está rematada por una moldura finamente labrada y enroscada en sus extremos; finalmente la portada es coronada por una escultura angelical que se alza sobre un remate en forma de medallón de cantera.

#### Portada norte
La portada norte se encuentra coronada por la estatua de cantera de San Miguel Arcángel, reconocible porque en el medallón sobre el que se erige se encuentran labradas las palabras latinas «Tas com Deus»: ¿Quién como Dios?, el significado de su nombre traducido del hebreo; en el nicho central de la parte superior se encuentra la estatua de Santiago el Mayor con su callado de peregrino, y en los intercolumnios, a la izquierda San Benito con el cuervo y el pan envenenado a sus pies, y a la derecha un santo que no ha sido identificado y que sostiene un libro abierto en su mano derecha. En la clave del arco de la puerta se encuentra la imagen de San José con Jesús en sus brazos y sobre ellos Dios Padre bajo una pechina en forma de venera.

#### Portada sur
La portada que mira al sur se encuentra junto a la capilla dedicada inicialmente a Nuestra Señora del Rosario y debido a ello se considera una zona de decoración mariana; en consecuencia se considera tradicionalmente que el arcángel que la corona es San Gabriel, aunque a diferencia de la fachada norte, el medallón sobre el que se encuentra no tiene inscripción alguna. El nicho central lo ocupa San Felipe Apóstol —titular de la entonces villa de San Felipe el Real de Chihuahua— y en las hornacinas de los intercolumnios a la izquierda San Bernardo de Claraval con un libro y a la izquierda Santo Domingo de Guzmán sosteniendo una antorcha y un libro. Finalmente, en la clave del arco se encuentra Nuestra Señora del Rosario y sobre ella en la venera, el Espíritu Santo en forma de paloma.

### Las torres

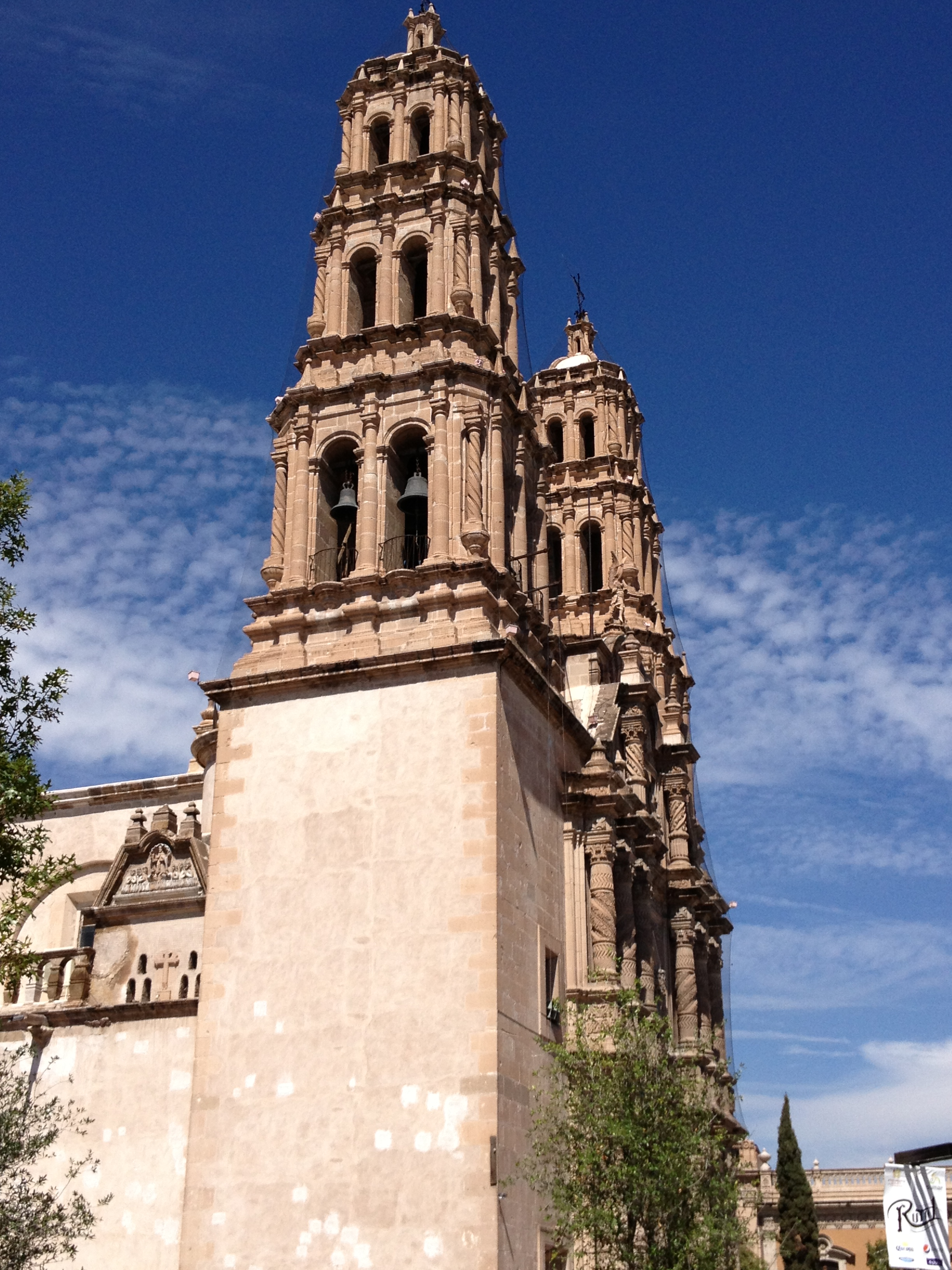
Torres de la Catedral

Con una altura de 40 metros sobre el nivel del suelo, las torres de la Catedral de Chihuahua son consideradas únicas entre todas las obras barrocas novohispanas por su originalidad y esbeltez.
Formadas por tres cuerpos que decrecen hacia arriba, cada uno de los cuerpos consta de un zócalo sobre el que se levanta la estructura propiamente dicha y que en cada uno de sus cuatro lados cuenta con dos luces formadas por arcos de medio punto y entre éstas, tres pilastras semicirculares de orden dórico y fustes lisos; cada una de estas pilastras son rematadas por una pirámide coronada por una esfera de cantera. Las doce luces del primer cuerpo de las dos torres cuentan además con una balaustrada de herrería a modo de balcón.
Las cuatro esquinas de cada cuerpo se encuentran rebajadas a modo de chaflán por un nicho que contiene sobre una peana a una columna salomónica con capitel dórico, detalle único que a juicio del experto historiador del arte novohispano Francisco de la Maza y de la Cuadra confiere a la torres su «gracia extraordinaria». Los dos cuerpos sucesivos son idénticos y finalmente rematados por una pequeña cúpula y una linterna formada por cuatro columnas salomónicas con sus correspondientes pirámides y esferas, y todo coronado por sendas cruces y veletas de herrería.
Las torres contienen 22 campanas, del total de 24 con que cuenta la catedral, 13 están ubicadas en la torre norte —siendo seis de ellas, esquilones— y son las más antiguas, fueron colocadas elevadas a la torre por Melchor Guaspe, en este torre se encuentra la campana horadada por una bala de cañón el 25 de marzo de 1866; la mayor parte de las nueve campanas que alberga la torre sur fueron colocadas en 1941 como parte de las celebraciones del Primer Congreso Eucarístico Diocesano que conmemoraba el quincuagésimo aniversario de la erección de la Diócesis de Chihuahua, así mismo alberga la más reciente campana, elevada el 2 de agosto de 1991, esta vez para celebrar el centenario de la Diócesis.

## El interior

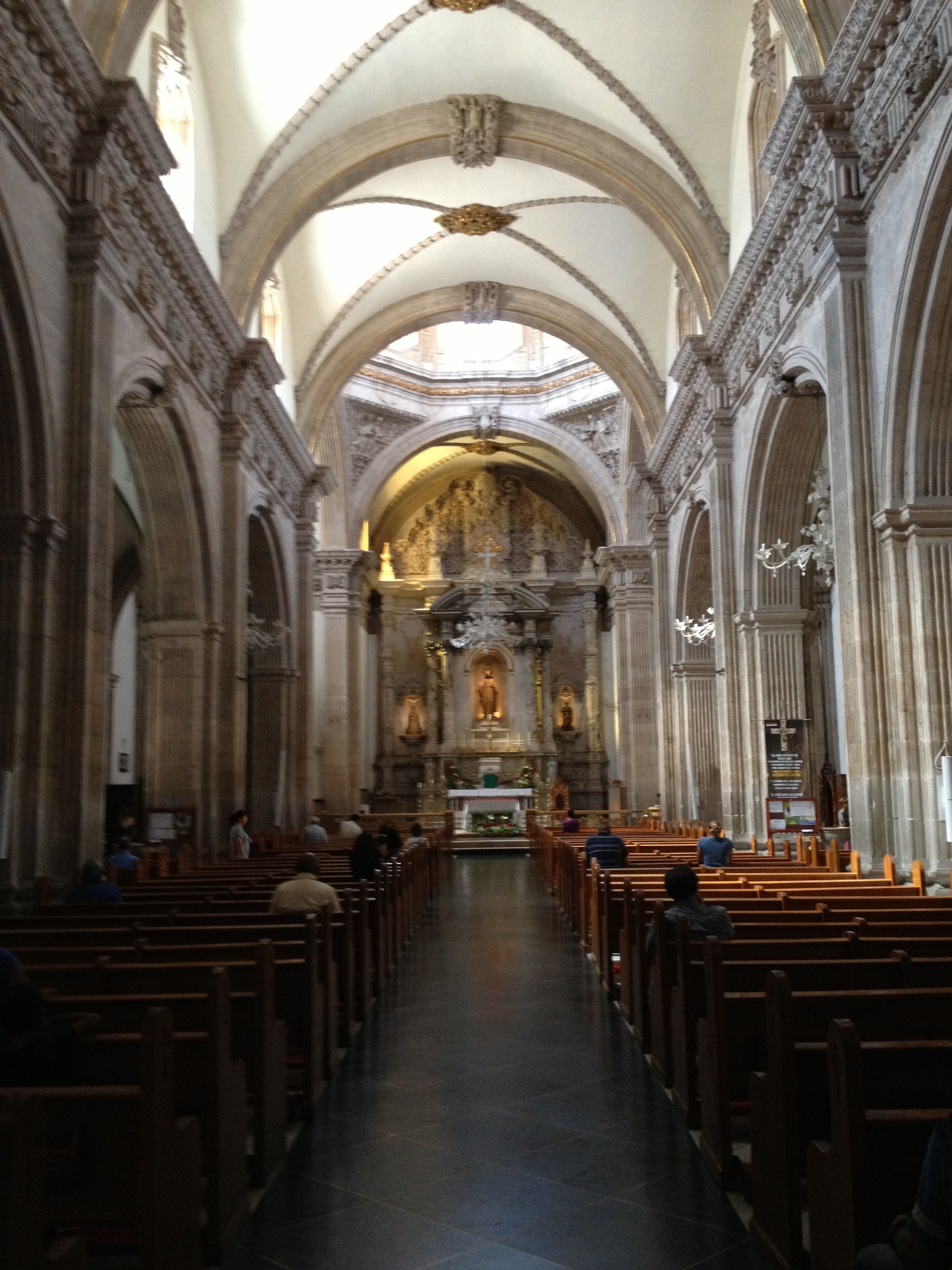
Nave central y altar mayor

De estilo barroco, cuenta con 3 naves, la principal y dos laterales, así como dos cruceros, levantándose a cúpula ochavada, en cuyas pechinas están las imágenes que representan a los cuatro doctores de la iglesia.

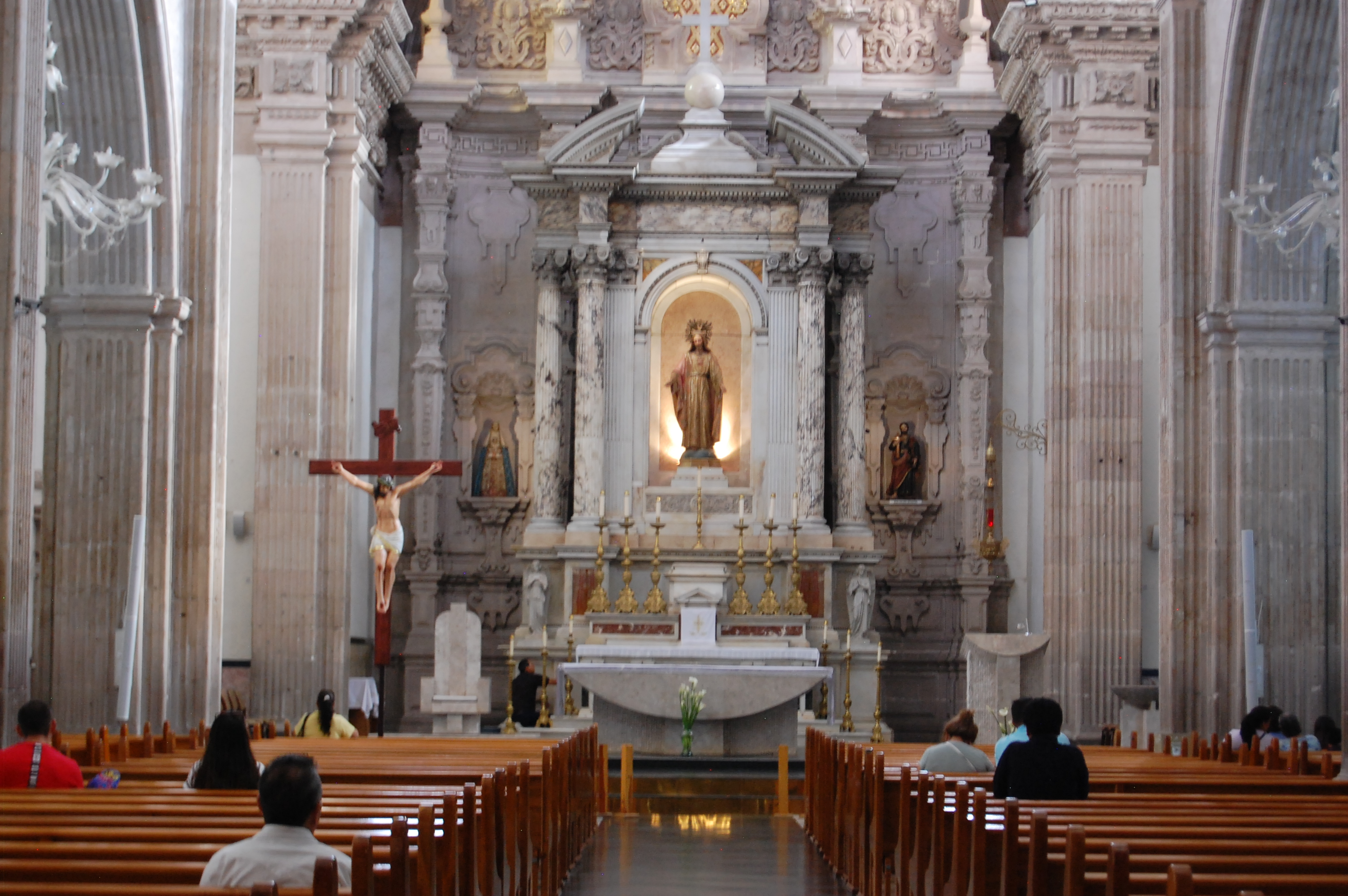

### El altar mayor
El retablo mayor está realizado bellamente en cantera y es de estilo barroco estípite, con profusa decoración en el copete. El altar principal está diseñado en mármol de Carrara y está ubicado frente a la calle principal del retablo mayor.

### Los altares laterales
La catedral cuenta con un total de seis altares laterales, tres del lado del evangelio (izquierda viendo hacia el alta mayor), tres del lado de la espístola (derecha viendo hacia el altar mayor); todos realizados en cantera de estilo neoclásico, los dos más grandes están colocados en cada uno de los dos cruceros, y otros dos en cada una de las dos naves.
Los altares del lado del Evangelio están dedicados a San José, la Santísima Trinidad y Nuestra Señora de Guadalupe; los del lado de la epístola a Nuestra Señora de los Dolores, a la Inmaculada Concepción y a Nuestra Señora del Carmen.

### Capilla del Señor de Mapimí
Cuenta con un bello retablo dorado, realizado en estilo barroco estípite. Al centro de este, está la imagen del famoso Cristo de Mapimí. Es réplica del original de Mapimí. Fue donado por la familia Irigoya y llevado a la catedral desde la Ciudad de Cuencamé. Es el único retablo de madera que posé la catedral. Es del siglo XVIII.

## Otras fotografías

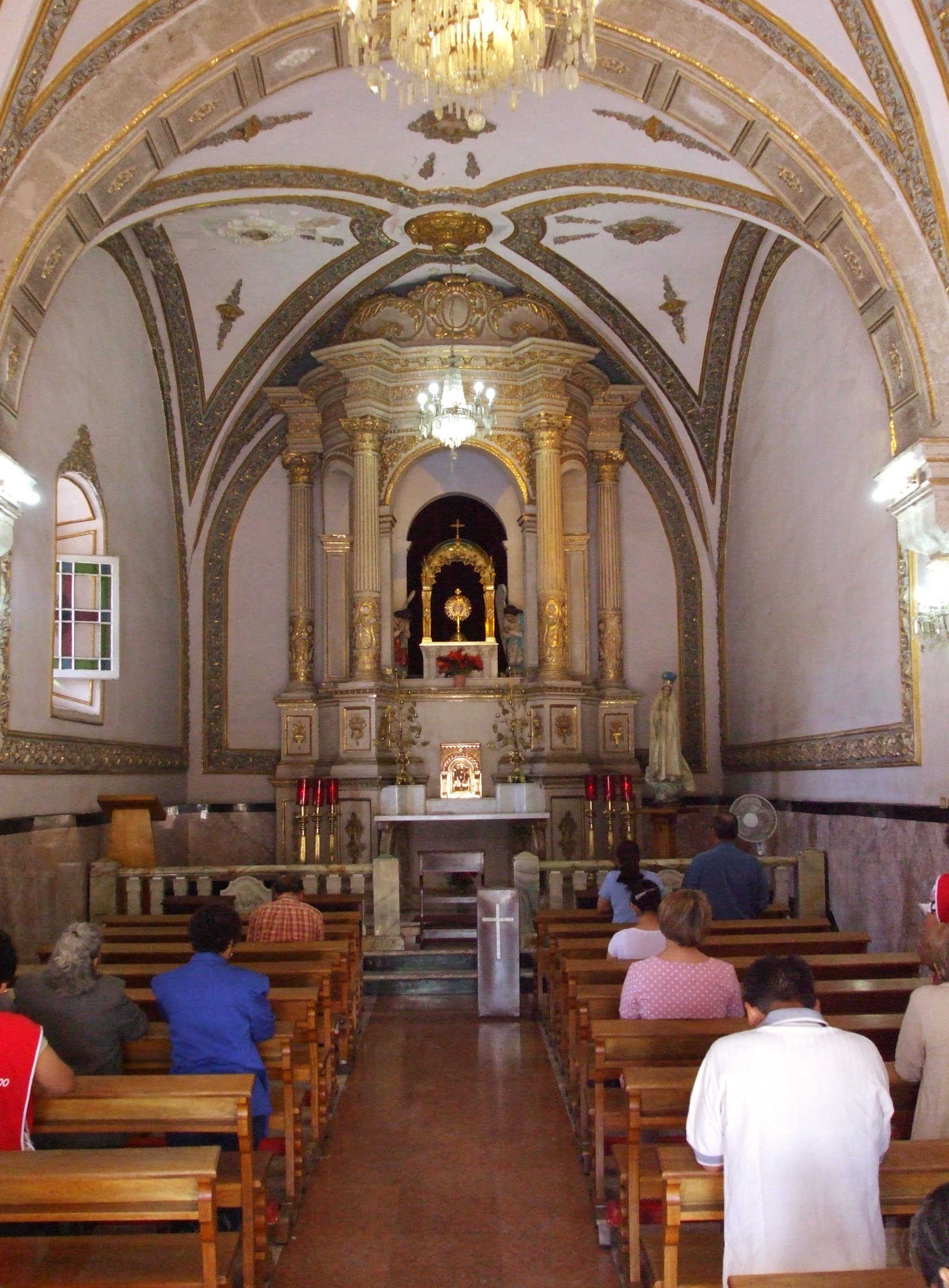
Capilla del Santísimo Sacramento
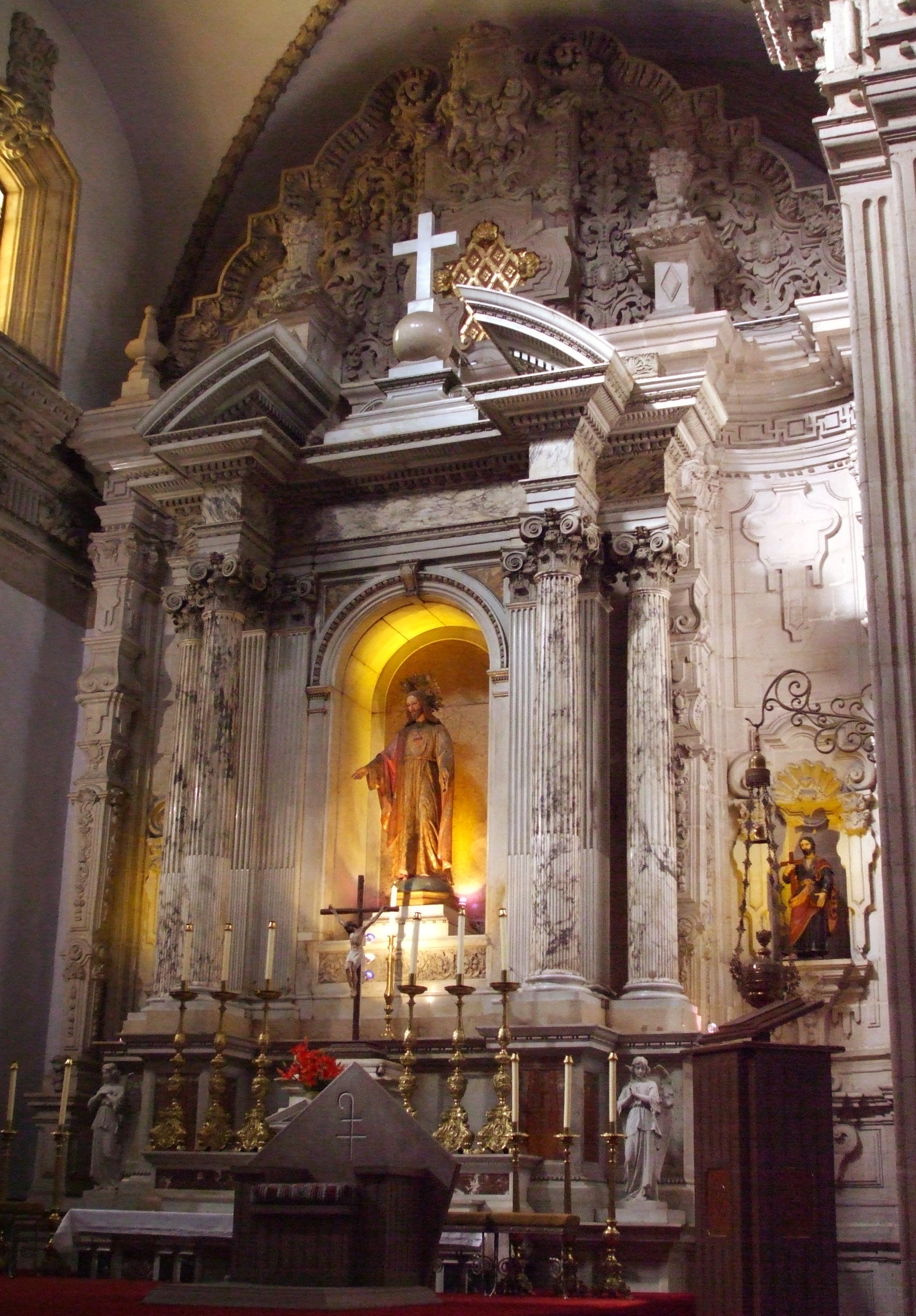
El inusual doble altar
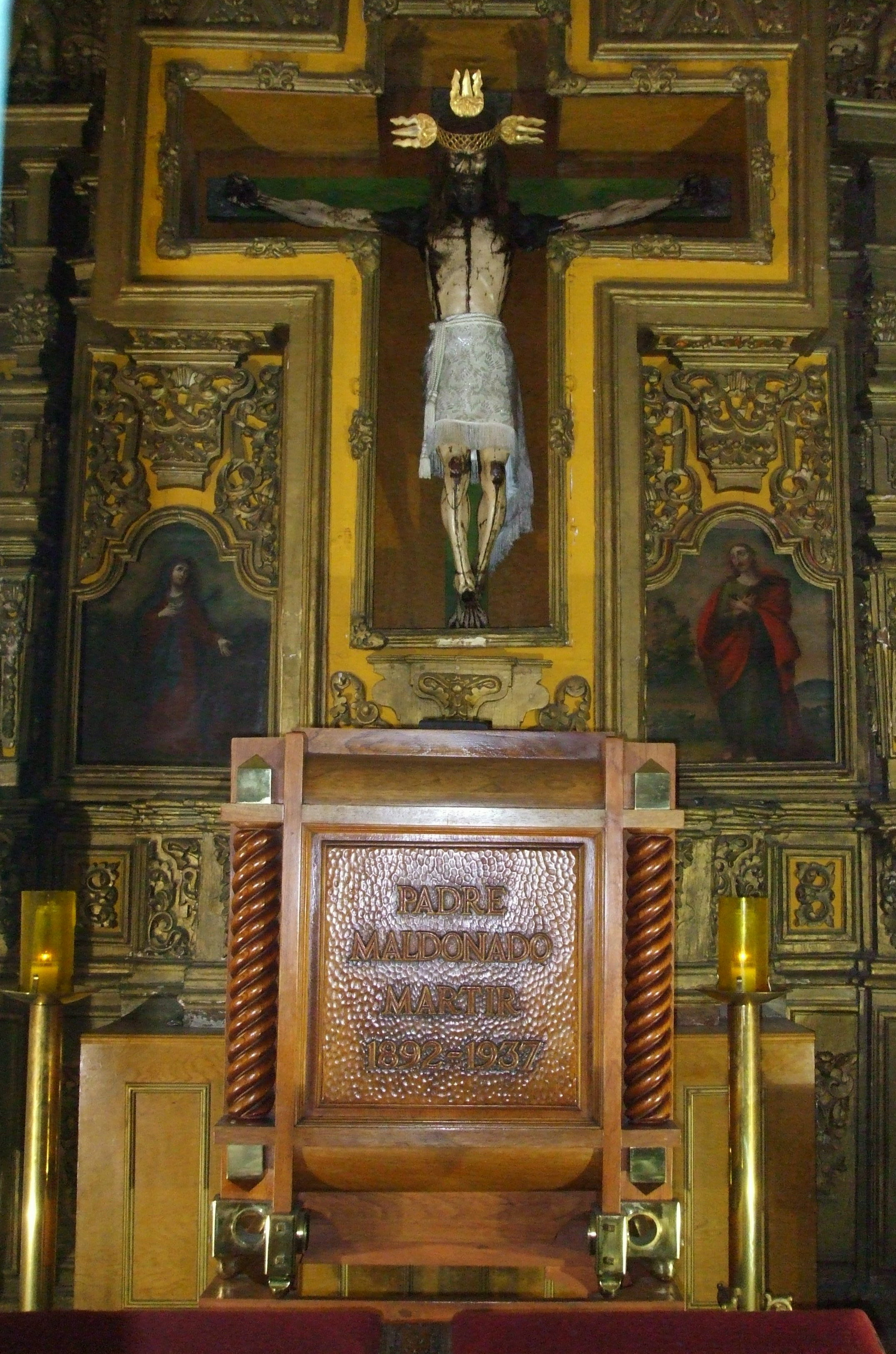
La Capilla del Cristo de Mapimí y la Tumba de San Pedro de Jesús.
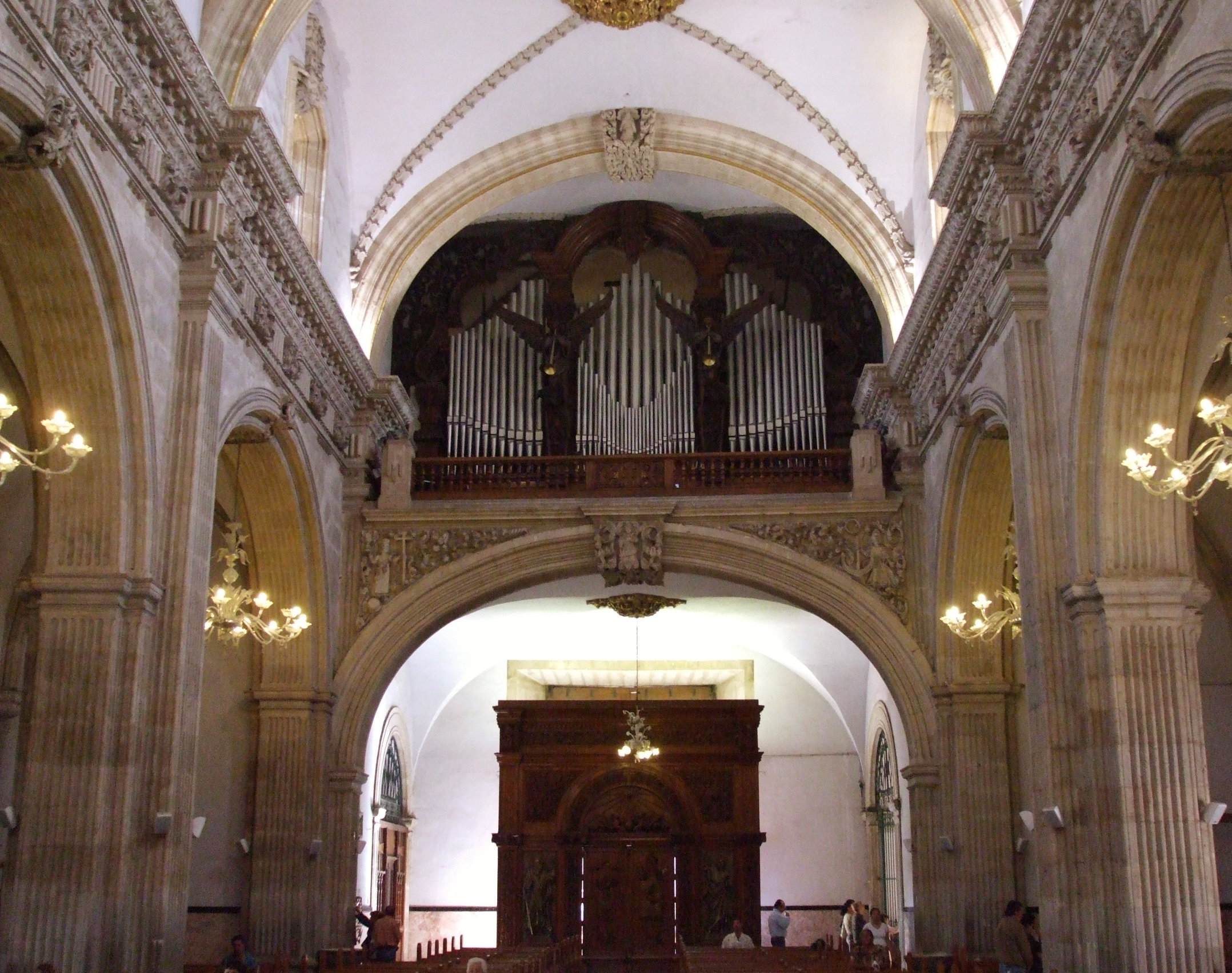
El órgano Walcker en la galería este.
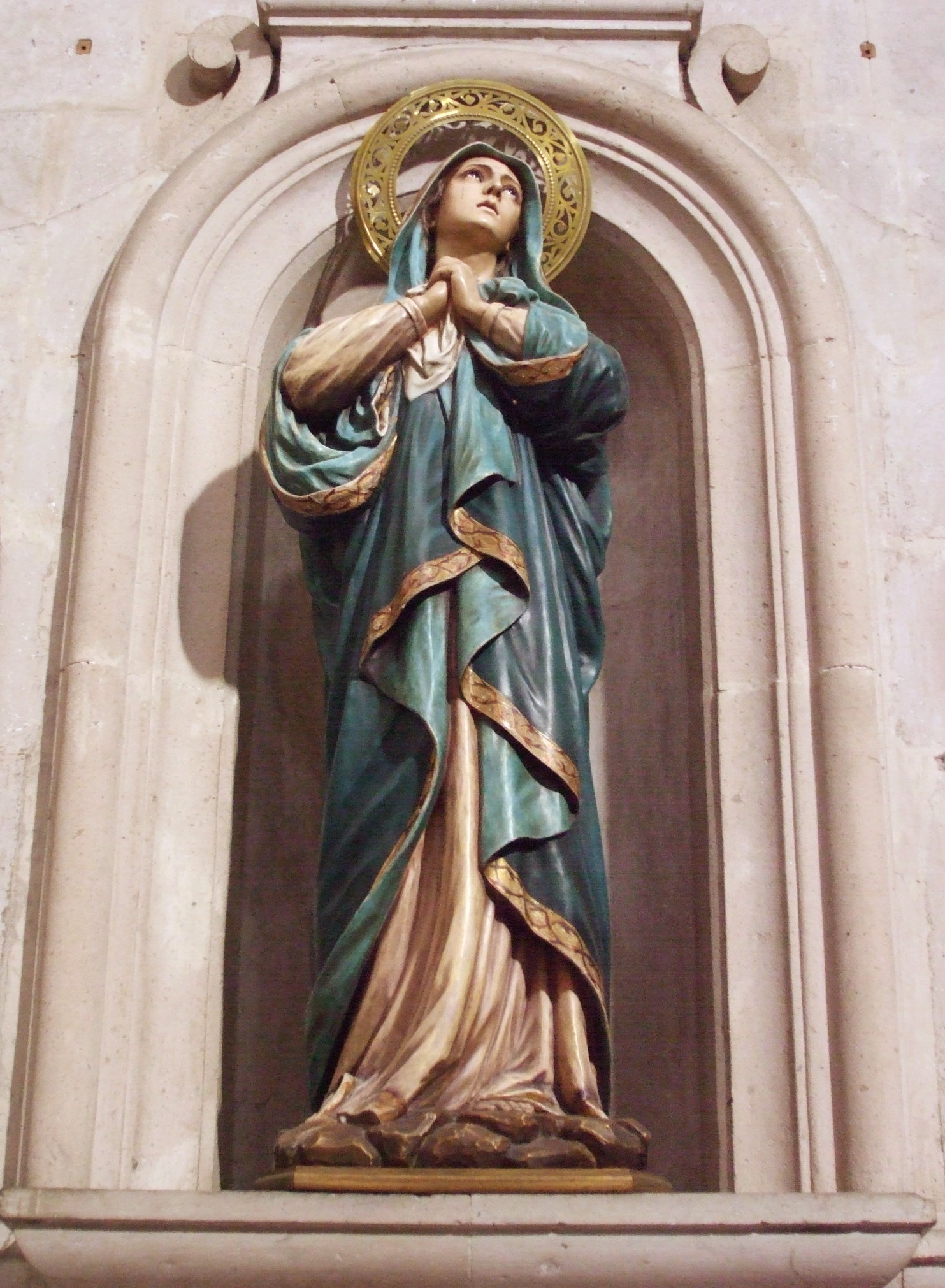
Estatua de Nuestra Señora de los Dolores.
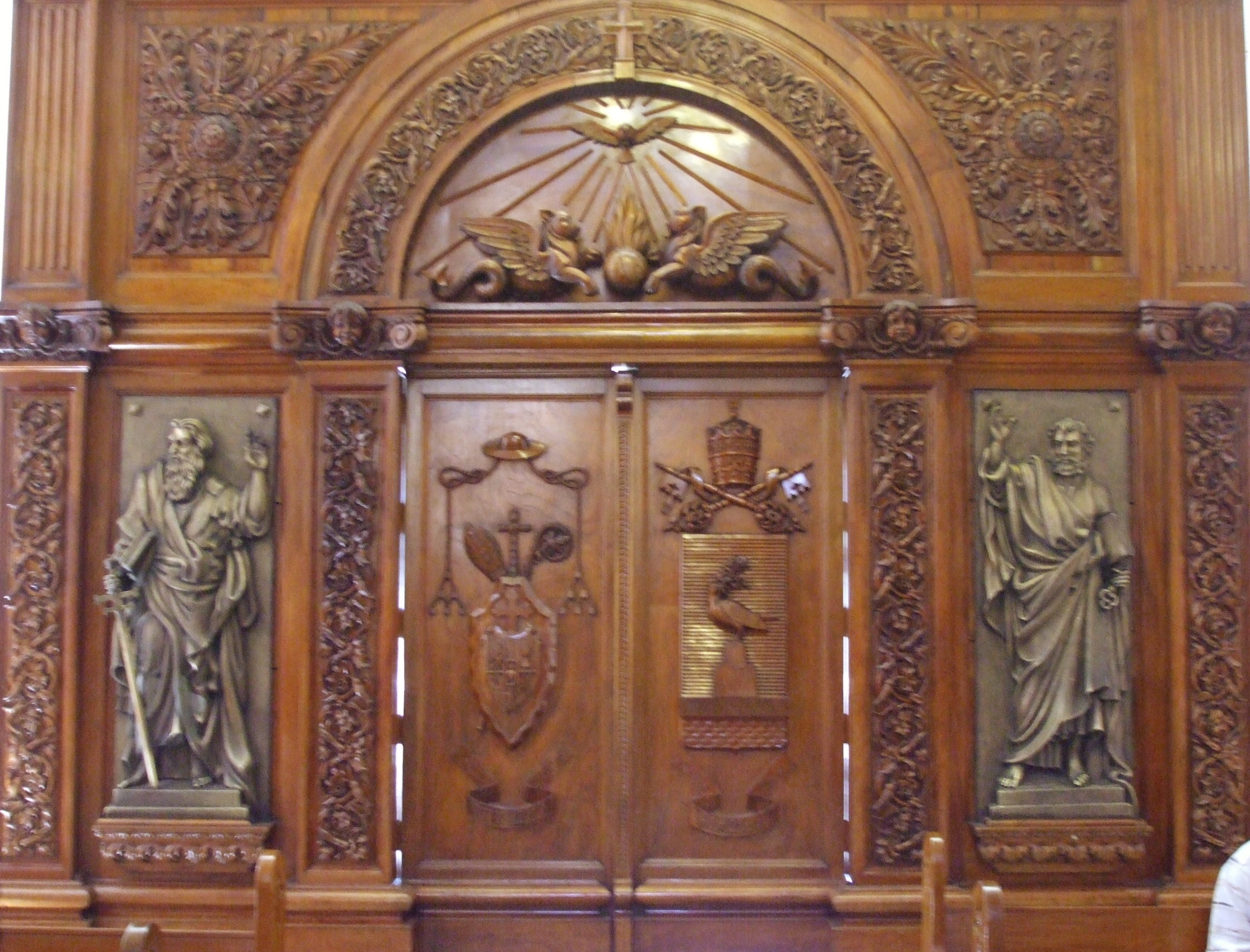
Puerta Santa.
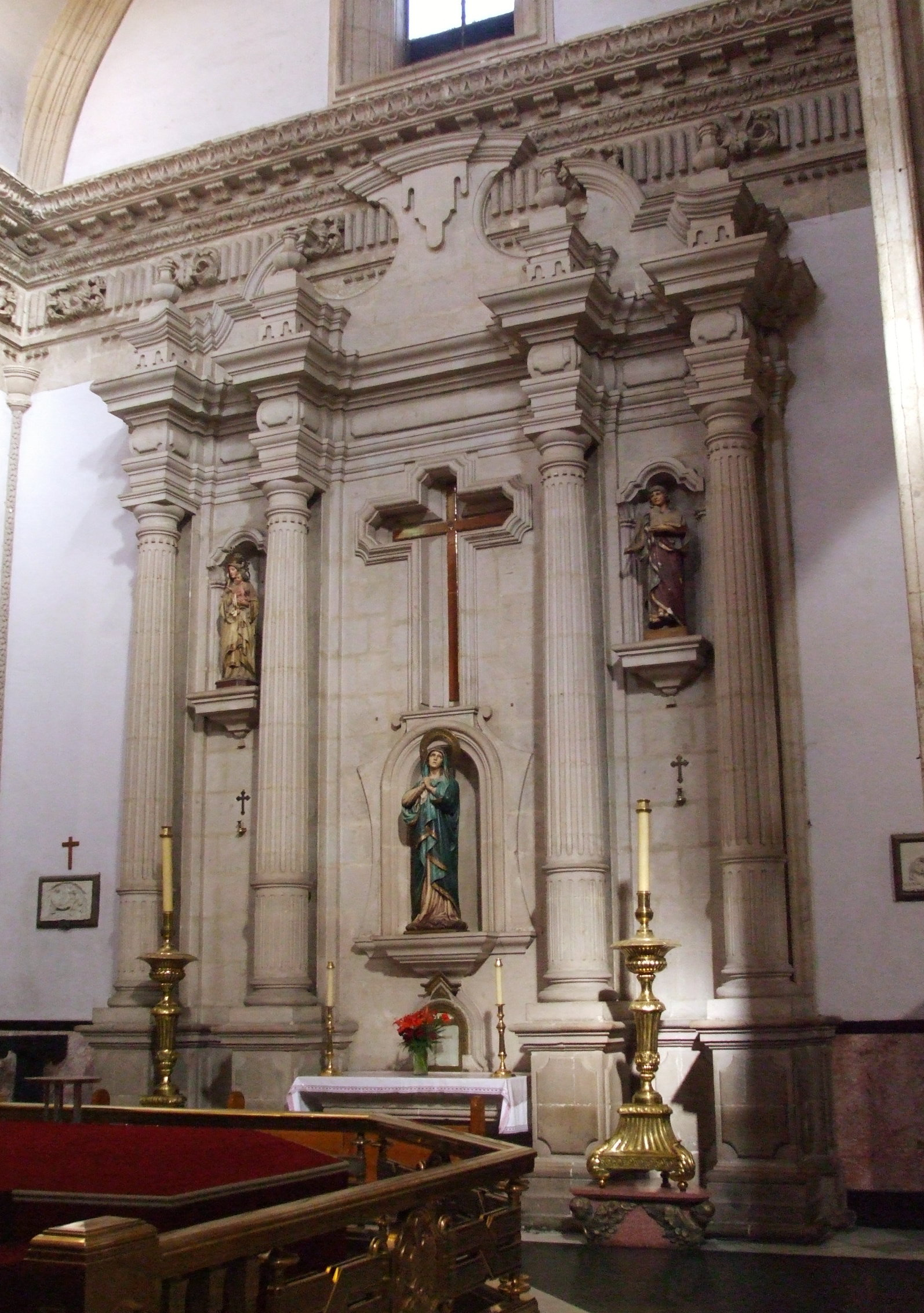
Altar lateral en la parte norte del coro.
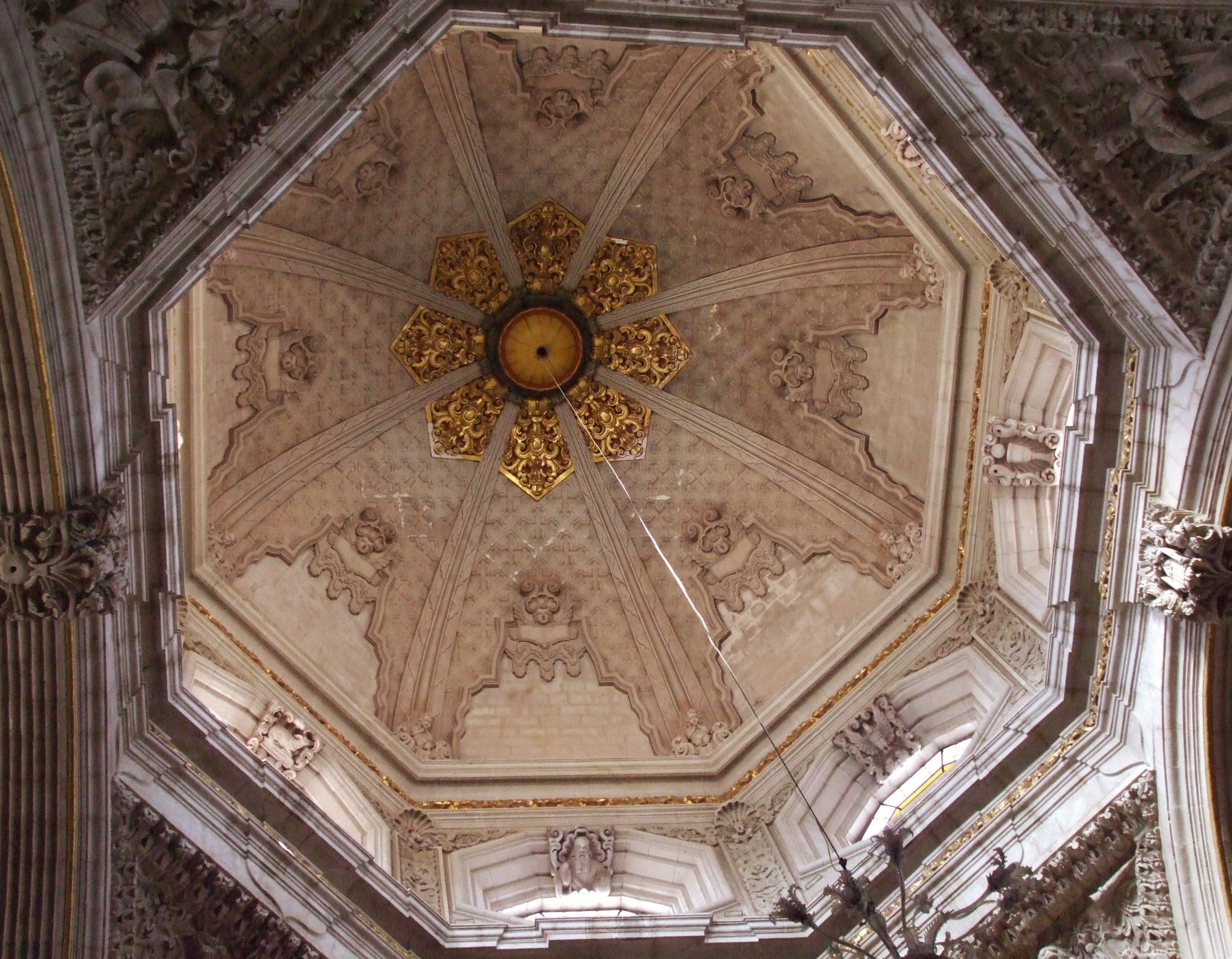
La cúpula.
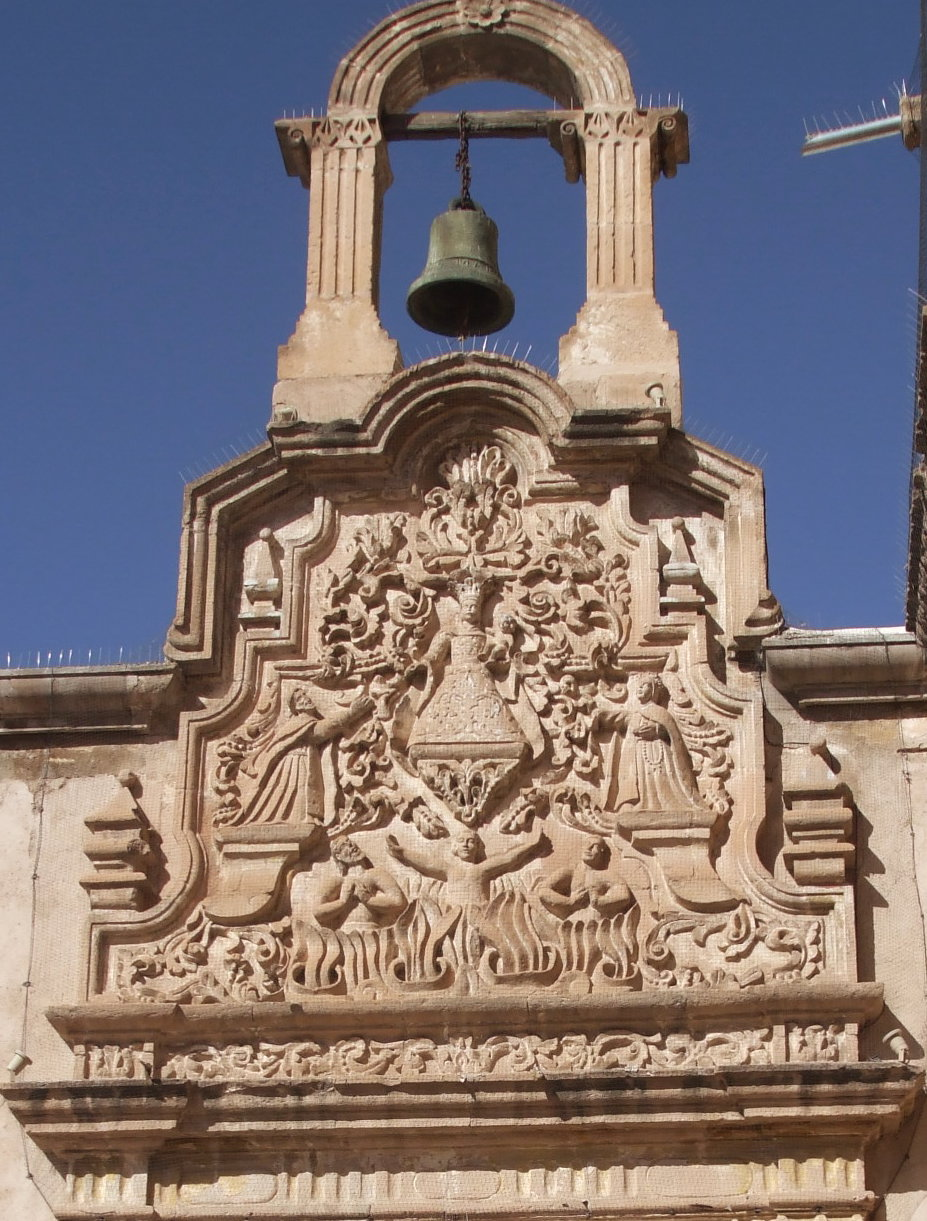
Detalle de la escultura encima de la entrada a la Capilla del Santísimo Sacramento.
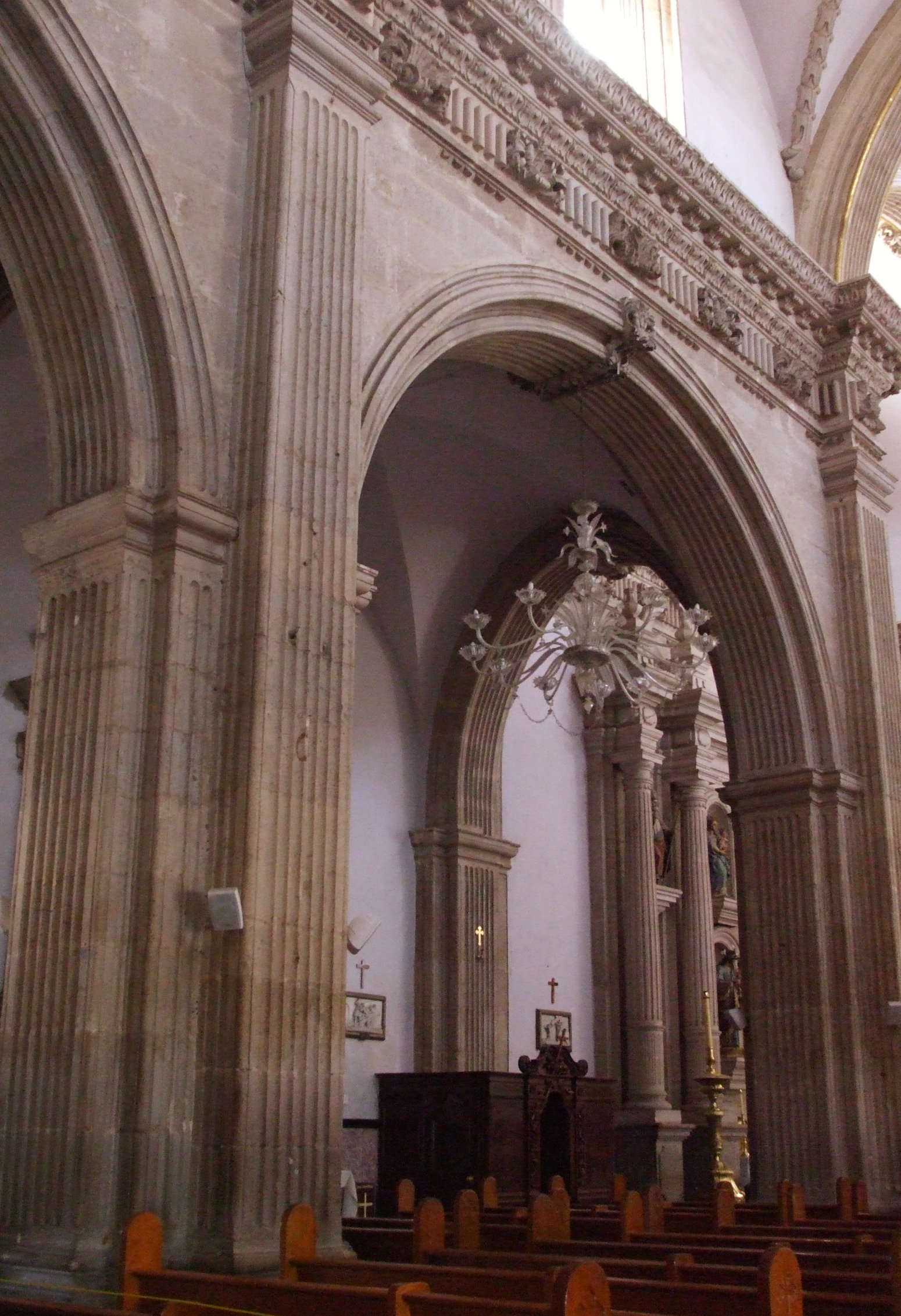
Detalle de uno de los arcos.
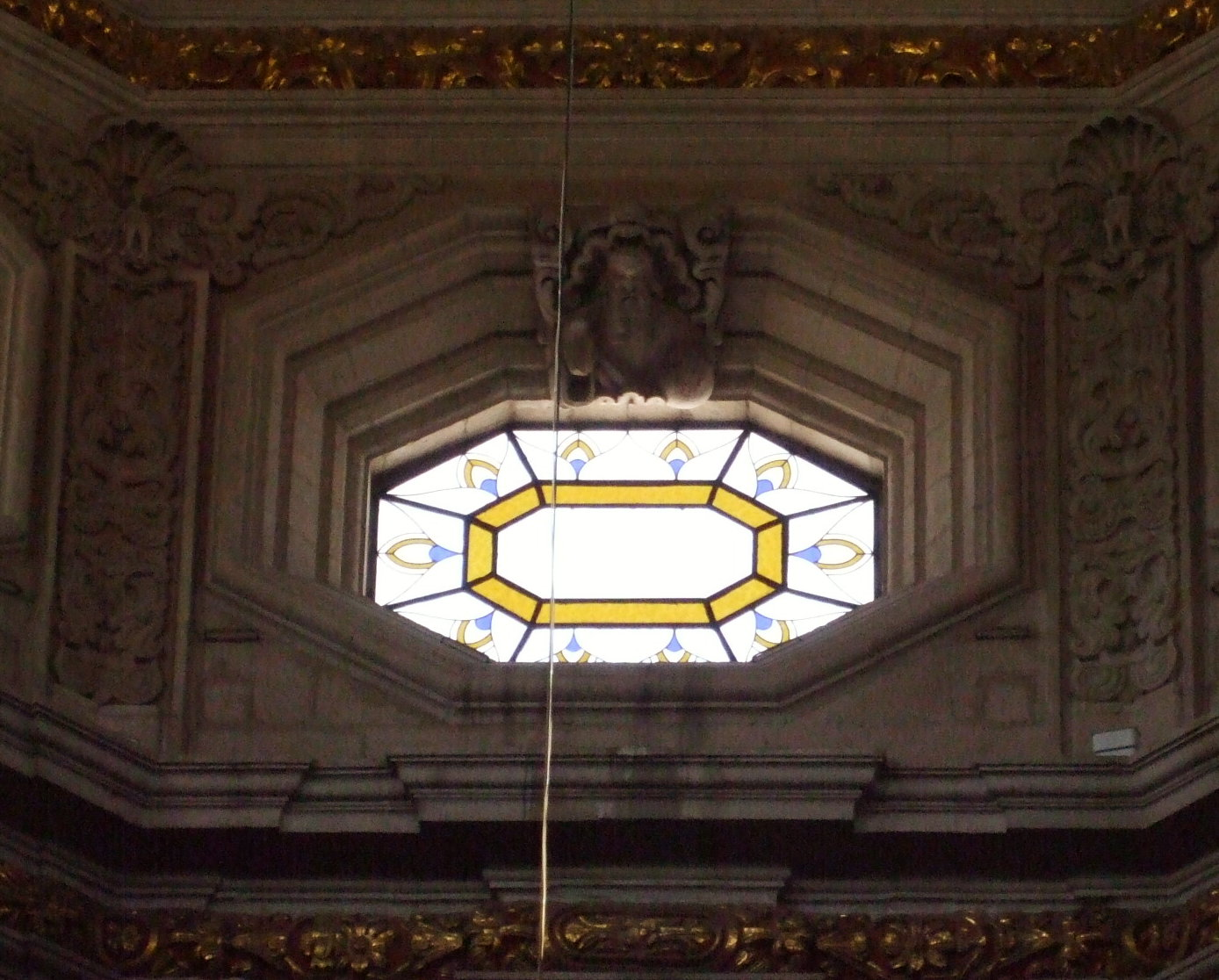
Detalle de una de las ventanas en la cúpula.
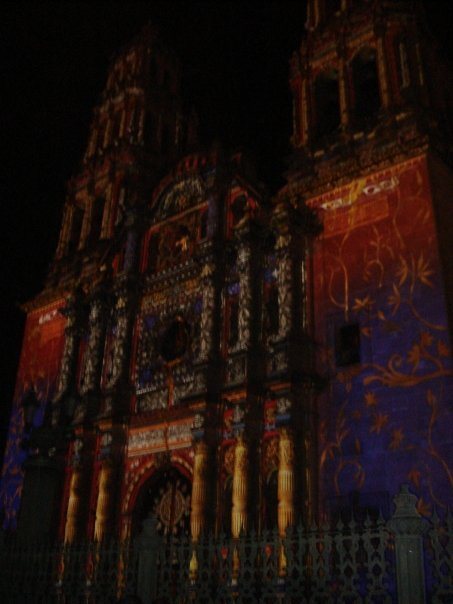
Exhibición de luces en la celebración del tricentenario de la ciudad de Chihuahua.
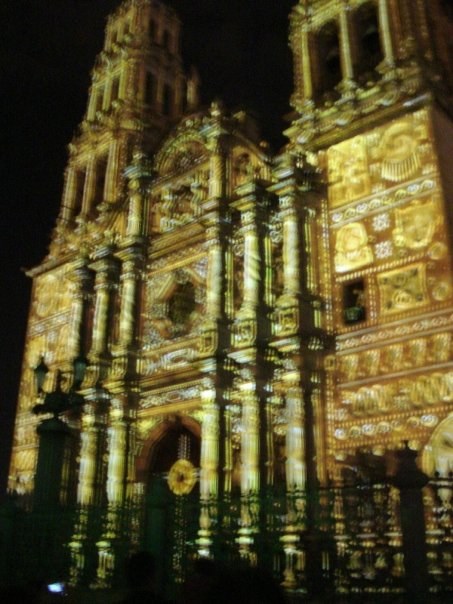
Exhibición de luces en la celebración del tricentenario de la ciudad de Chihuahua.